# UWC Robert Bosch College
Das UWC Robert Bosch College ist eines der 18 United World Colleges (UWC). Es wurde nach dem deutschen Erfinder, Industriellen und Philanthropen Robert Bosch benannt. Am College sollen das Streben nach Frieden, der bewusste Umgang mit der Natur und internationale Verständigung nicht nur abstrakte Begriffe bleiben, sondern im täglichen Leben erfahren werden. Dazu wohnen, leben und lernen 200 Schüler aus über 93 Ländern und allen sozialen Schichten mit ihrem jeweiligen kulturellen, religiösem und politischen Einstellungen in einer dorfähnlichen Gemeinschaft zusammen. Alle Schüler werden von den unabhängigen UWC-Nationalkomitees ausschließlich nach Eignung und Begabung ausgewählt. Stipendien stellen sicher, dass das Einkommen der Eltern bei der Vergabe keine Rolle spielt. Die zwei Jahre am College werden mit dem International Baccalaureate, einer international anerkannten Hochschulzugangsberechtigung, abgeschlossen.

## Das College
Das College ist ein gemeinsames Projekt der Robert-Bosch-Stiftung und der Deutschen Stiftung UWC. Es wird maßgeblich vom Land Baden-Württemberg, der B. Braun Melsungen und der Stadt Freiburg unterstützt.
Die Robert Bosch Stiftung und die Robert Bosch GmbH haben aus Anlass von Robert Boschs 150. Geburtstag in den Aufbau des College rund 44 Millionen Euro investiert. Es ist damit eines der größten Einzelvorhaben der Robert Bosch Stiftung. Das UWC Robert Bosch College entstand durch Umbau und Erweiterung der ehemaligen Kartause Freiburg. Die Stiftungsverwaltung Freiburg richtete dazu ein Erbbaurecht für das Kartaus-Areal ein und verkaufte die aufstehenden Gebäude. Für den Schulbetrieb wurde die denkmalgeschützte Barockanlage aufwändig saniert und um ein gläsernes Auditorium mit Mensa und Küche ergänzt. Um die historische Substanz der Kartaus zu bewahren, arbeiteten die Planer des Freiburger Büros Hotz + Architekten in enger Absprache mit der Denkmalpflege des Regierungspräsidiums Freiburg zusammen.
Neben der Kartaus entstand nach Plänen des Kölner Architekturbüros Peter Kulka ein Wohndorf mit acht Schüler- und vier Lehrerhäusern. Sie bilden zusammen mit der Kartaus und den anderen Bestandsgebäuden ein Ensemble aus Alt und Neu. Je vier Schüler aus unterschiedlichen Ländern wohnen in einem Zimmer zusammen – ein typisches UWC-Merkmal. Die Neubauten entsprechen dem Freiburger Standard für energetisches Bauen, auch die historischen Gebäude wurden energetisch angepasst. Ein Blockheizkraftwerk und eine Photovoltaikanlage versorgen das Wohndorf mit Wärme und Strom ganz im Sinne der Ausrichtung des Colleges auf Umweltbewusstsein und Nachhaltigkeit.

## Akademische Ausrichtung
Gelehrt wird in englischer Sprache nach den Lehrplänen der International Baccalaureate Organisation in Genf. Sport, Kunst und Musik sind Bestandteil des Angebotes. Dies gilt auch für „Community Services“. Durch diese Dienste werden die Schüler dazu anregt, sich für ihre Schule, die umliegende Gemeinschaft und ihre Umwelt zu engagieren. Am Ende der zwei Jahre steht eine Abschlussprüfung, die weltweit zentral abgenommen und bewertet wird. Die Schule wird darüber hinaus einen Schwerpunkt auf Nachhaltigkeit und Umwelttechnologien setzen und so Schüler dazu befähigen, in ihrem Umfeld Umweltprobleme aktiv anzugehen. Seit 2016 nutzt das College den historischen Klostergarten als Schulgarten.
Nach ihrem Abschluss können sich Absolventen um eines der Shelby-Davis-Stipendien bewerben, mit denen Bachelor Programme an erstklassigen US-amerikanischen Universitäten wie Princeton University, Brown University, Columbia University, Massachusetts Institute of Technology, Harvard University, Dartmouth College und Middlebury College unterstützt werden.

## Schülerschaft
Die 100 Schüler des ersten Jahrgangs kamen aus 70 Nationen, im Einzelnen kamen 12 aus Afrika, 14 aus Asien, 4 aus Nord- und 11 aus Südamerika, 25 aus Deutschland und 24 aus dem restlichen Europa, zwei kommen von den pazifischen Inselgruppen und acht aus dem Mittleren Osten.
Im Zeitraum 2018–2019 kamen die 200 Schüler aus 104 Nationen; darunter waren einige auch zum ersten Mal in einem UWC vertreten wie beispielsweise die Marshall Islands und Kirgisistan.

## Namenspatron

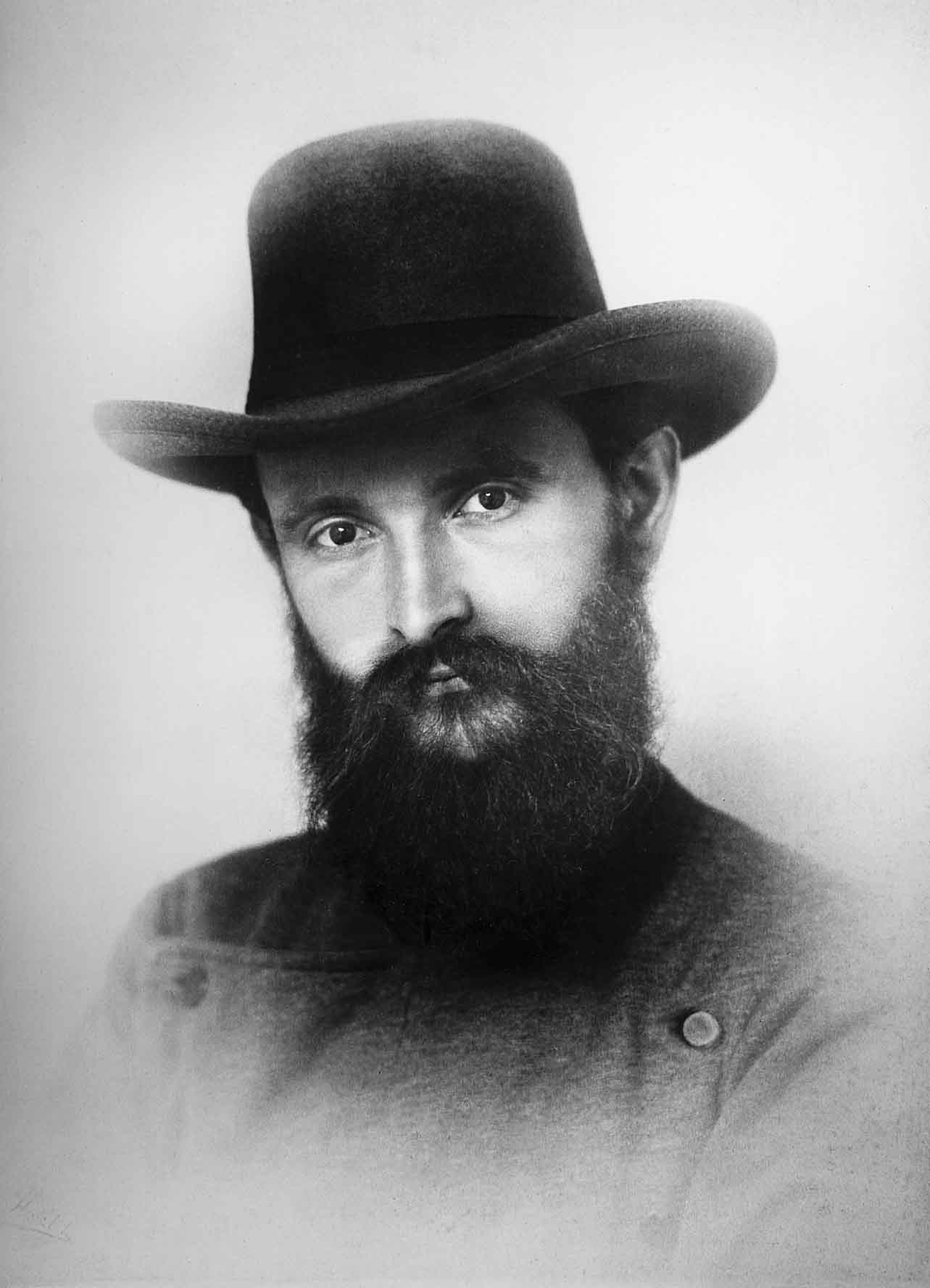
Robert Bosch

Internationale Verständigung war Robert Bosch ein grundsätzliches Anliegen. Soziale Verantwortung eine zentrale Motivation und Vertrauen auf den gesunden Menschenverstand eines seiner eigenen Erfolgsrezepte. Viele dieser Überzeugungen teilte er mit Kurt Hahn, dem Reformpädagogen und geistigen Vater der UWC-Bewegung, zu dem er eine besondere Verbindung pflegte. Kurt Hahn und Robert Bosch lernten sich gegen Ende des Ersten Weltkriegs kennen. Robert Bosch besuchte den Freund immer wieder. So fuhr er auch Anfang der dreißiger Jahre nach Salem, um „nach dem Rechten“ zu sehen, da Hahn als Jude immer stärker von den Nationalsozialisten bedroht und verfolgt wurde. Auch auf seiner letzten Auslandsreise besuchte der zunehmend betagte und wenig reisefreudige Bosch seinen inzwischen emigrierten Gesinnungsgenossen in Schottland.